# Ignacy Burzyński
Ignacy Burzyński herbu Trzywdar – poseł brasławski na sejm 1786 roku, konsyliarz inflancki w konfederacji generalnej Wielkiego Księstwa Litewskiego konfederacji targowickiej w 1792 roku, starosta brasławski w 1787 roku, starosta krasnosielski.
W 1790 roku został kawalerem Orderu Świętego Stanisława.